# Trinley Thaye Dorje
Trinley Thaye Dorje, född 6 maj 1983 i Tibets huvudstad Lhasa är en tibetansk lama och son till laman Mipham Rinpoche. Han är en av två pretendenter till titeln som den sjuttonde inkarnationen av Karmapa i Karma Kagyü-skolan inom den tibetanska buddhismen.
Sedan den 16:e karmapa avled 1981 har två rivaliserande inkarnationer av Karmapa identifierats, vilket lett till en djup schism inom Karma-Kagyü. Den fjortonde Dalai Lama och Folkrepubliken Kinas myndigheter har erkänt Ogyen Trinley Dorje, medan Shamarpa, den andra högste laman inom Karma-Kagyü, erkänner Trinley Thaye Dorje som den 17:e karmapa.
1993 blev Trinley Thaye Dorje utsmugglad från Tibet, då det av politiska skäl var för farligt för honom att uppehålla sig i det ockuperade landet. 1994 bosatte han sig i New Delhi och två år senare blev han tillsatt som Karmapa av sina anhängare. Han fick då namnet Trinley Thaye Dorje som betyder oföränderlig, gränslös buddha-aktivitet.
2003 förklarades han vara ledare över Karma Kagyü-linjen av den 14:e Shamarpa. Förutom den traditionella träningen i buddhistisk filosofi och meditation har Karmapa även mottagit undervisning i västorienterade ämnen såsom västerländsk filosofi, engelska och franska.
Karmapa bor till vardags i Kalimpong i nordöstra Indien och reser med jämna mellanrum till Sydostasien, Europa och USA för att träffa sina många elever.